# Jade Neilsen
Jade Neilsen (Southport, 24 de julho de 1991) é uma nadadora australiana.
Classificou-se para os Jogos Olímpicos de Londres 2012, onde integrou a equipe do revezamento 4x200 m livres que obteve a medalha de prata.